# باربارا سیناترا
باربارا سیناترا انگلیسی: Barbara Sinatra(زاده ۱۰ مارس ۱۹۲۷-درگذشه ۲۵ ژوئیهٔ ۲۰۱۷) شوگرل و مدل اهل ایالات متحده آمریکا بود. وی در سال‌های ۱۹۷۶ تا ۱۹۹۸ همسر فرانک سیناترا خواننده مشهور آمریکایی بود.